# Diecezja Baní
Diecezja Baní (łac. Dioecesis Baniensis) – katolicka diecezja w Dominikanie należąca do archidiecezji Santo Domingo. Została wydzielona 8 listopada 1986 roku z archidiecezji Santo Domingo.

## Głóœne świątynie
- Katedra: Katedra Najświętszej Marii Panny Królowej w Baní

## Biskupi diecezjalni
- Príamo Tejeda (1986–1997)
- Freddy Antonio de Jesús Bretón Martínez (1998–2015)
- Víctor Emilio Masalles Pere (2017-2023)
- Faustino Burgos Brisman (od 2024)